# Lawrence Johnson
Lawrence Johnson (* 7. Mai 1974 in Norfolk, Virginia) ist ein ehemaliger US-amerikanischer Stabhochspringer.
Bei den Olympischen Spielen 1996 in Atlanta belegte er den achten Platz. Seinen größten Erfolg feierte er mit dem Gewinn der Silbermedaille bei den Olympischen Spielen 2000 in Sydney hinter seinem Landsmann Nick Hysong. Insgesamt vier Athleten hatten eine Höhe von 5,90 m übersprungen, sodass die Anzahl der Fehlversuche über die Medaillenvergabe entschied. Der Russe Maxim Tarassow erhielt die Bronzemedaille und der Deutsche Michael Stolle landete auf dem vierten Rang. 
2001 gewann Johnson bei den Leichtathletik-Hallenweltmeisterschaften in Lissabon mit einer Höhe von 5,95 m die Goldmedaille, nachdem er 1997 in Paris schon den zweiten Rang belegt hatte.
Außerdem wurde er siebenmal US-amerikanischer Meister im Hochsprung, viermal im Freien (1996–1997, 2000–2001) und dreimal in der Halle (1997, 2000–2001).
Lawrence Johnson hatte bei einer Körpergröße von 1,85 m ein Wettkampfgewicht von 86 kg. Nach Ende seiner aktiven Laufbahn begann er seine Tätigkeit als Stabhochsprung-Trainer.

## Bestleistungen
- Freiluft: 5,98 m, 25. Mai 1996, Knoxville
- Halle: 5,96 m, 3. März 2001, Atlanta